# Bean Validation
En el contexto de Java Bean Validation (JSR 303) es un framework aprobado en los marcos de JCP al 16 de noviembre de 2009, siendo aceptado como parte de la especificación Java EE 6. Bean Validation define un modelo de metadatos y una interfaz para la validación de JavaBeans. La fuente de los metadatos consiste en anotaciones, con la posibilidad de sobreescribir y extender estos metadatos por medio del uso de descriptores de validación en formato XML. El equipo Hibernate provee el Hibernate Validator, implementación de referencia de Bean Validation y también creó el Bean Validation TCK que cualquier implementación de JSR 303 deberá pasar. Apache Bval es otra implementación de esta especificación.